# M.I.U. Album
M.I.U. Album ist ein Album der US-Band The Beach Boys. Es erschien am 25. September 1978 und wurde im Jahr 2000, zusammen mit seinem Nachfolger L.A. (Light Album), wiederveröffentlicht.
Produziert wurde das M.I.U. Album von Alan Jardine und Ron Altbach, der ein Tour- und Studiomusiker der Beach Boys war.

## Vorgeschichte
Die Beach Boys waren 1977 ihrer Plattenfirma Warner Bros. noch ein Album schuldig, um ihren Plattenvertrag zu erfüllen. Sie wollten dies mit einem Weihnachtsalbum tun. Mike Love und Alan Jardine entschieden sich allerdings bald, dieses Epic Records anzubieten, da sie zu dieser Plattenfirma wechseln wollten. Epic lehnte dieses Album allerdings ebenso wie Warner ab.
1977 waren die Beach Boys in interne Konflikte verwickelt. Auf der einen Seite standen Mike Love und Alan Jardine, die immer wieder auf die Erfolge der letzten Compilations verwiesen und Lieder einspielen wollten, die wie ihre alten Hits klangen. Auf der anderen Seite waren Carl und Dennis Wilson, die neues Material vorantreiben wollten, am liebsten im Stil von Smile. Doch in jener Zeit hatten Love und Jardine die Oberhand, unterstützt durch Stephen Love, dem Bruder von Mike und damaligen Manager der Band. Dennis war 1977 mit den Aufnahmen zu seinem Soloalbum beschäftigt, Carl arbeitete an der Gesangskarriere von Dean Martins Sohn Ricci und hatte mit privaten Problemen zu kämpfen.

## Entstehung
Ein Großteil des Albums wurde an der Maharishi International University (MIU – heute: Maharishi University of Management) in Fairfield, Iowa aufgenommen, welche dem Album auch den Namen gab. Die restlichen Aufnahmen fanden in den Beach-Boys-eigenen Brother Studios in Santa Monica, Kalifornien statt. Alle eigenen Stücke auf dem Album wurden von Brian Wilson, Mike Love und Alan Jardine geschrieben. Carl und Dennis Wilson hatten nur Gast-Auftritte auf dem Album.
Das Album erreichte in den US-Billboard-Charts Platz 151 und war nach vier Wochen wieder aus den Charts verschwunden. Es stellt die schlechteste Platzierung eines Beach-Boys-Albums dar. Die Single Peggy Sue schaffte es immerhin auf Platz 59 der Billboard-Charts.

## Titelliste
1. She’s Got Rhythm (B. Wilson/M. Love/R. Altbach) – 2:27
2. Come Go With Me (C. E. Quick)  – 2:06
3. Hey Little Tomboy (B. Wilson) – 2:25
4. Kona Coast (A. Jardine/M. Love) – 2:33
5. Peggy Sue (B. Holly/J. Allison/N. Petty) – 2:15
6. Wontcha Come Out Tonight (B. Wilson/M. Love) – 2:30
7. Sweet Sunday Kinda Love (B. Wilson/M. Love) – 2:42
8. Belles of Paris (B. Wilson/M. Love/R. Altbach) – 2:27
9. Pitter Patter (B. Wilson/M. Love/A. Jardine) – 3:14
10. My Diane (B. Wilson) – 2:37
11. Match Point of Our Love (B. Wilson/M. Love) – 3:29
12. Winds of Change (R. Altbach/E. Tuleja) – 3:14

## Songinfos
Hey Little Tomboy stammt aus der Arbeit zum Album Adult Child aus 1976. Dieses wurde zunächst als Soloalbum von Brian Wilson und später als Album der Beach Boys angekündigt, jedoch nie veröffentlicht. 
My Diane ist ein Outtake aus 15 Big Ones und landete schließlich auf M.I.U. Album. Es wurde bereits 1976 von Dennis eingesungen. Mit „Diane“ ist die Schwester von Brians Frau Marilyn, Diane Rovell, gemeint. Zu ihr unterhielt Brian während seiner Ehe eine jahrelange Liebesaffäre. Diane lebte vom Ende der 1960er Jahre bis Mitte der 1970er Jahre bei Brian und Marilyn Wilson.
Peggy Sue ist eine Coverversion des Originals von Buddy Holly. Es wurde bereits für 15 Big Ones aufgenommen, schaffte es aber nicht auf das Album. Auf dem Weihnachtsalbum war es mit neuem Text ausgestattet und hieß Christmas Time is here again. 
Mit dem klassischen Doo-Wop-Lied Come Go with Me ist eine weitere Fremdkomposition von den Del-Vikings enthalten. Der Song wurde drei Jahre später als Single veröffentlicht und erreichte Platz 18 der US-Charts.
Kona Coast, Bells of Paris und Peggy Sue waren bereits für das Weihnachtsalbum aufgenommen worden, allerdings mit weihnachtlichen Text.
Winds of Change ist eine Komposition von Ron Altbach und Ed Tuleja. Beide spielten in der Band King Harvest.

## M.I.U und die Folgen
Nach dem M.I.U.-„Fiasko“ wurde klar, dass Al Jardine und Mike Love die Band nicht zu „Ruhm und Reichtum“ führen konnten, wie sie oft behaupteten. Sie hatten, zusammen mit Manager Steve Love, sehr viele Fehlentscheidungen getroffen, die die Band viel Geld gekostet hatten. Der Plattenvertrag bei Reprise war ausgelaufen und auch Epic Records, um die sich Love und Jardine bemüht hatten, wollte nicht mehr mit den Beach Boys abschließen. Ein Ausweg war, die Plattenfirma von James William Guercio, Caribou Records. Guercio hatte 1974 öfter mit den Beach Boys gearbeitet, war kurzzeitig deren Manager und war mit Carl und Dennis Wilson befreundet. Dennis stand als Solist bereits bei Caribou unter Vertrag. All diese Umstände stärkten Carl Wilson und halfen ihm dabei, in der Band wieder die Oberhand zu gewinnen.